# Lista nagród i nominacji Twice
Artykuł przedstawia listę nagród i nominacji otrzymanych przez południowokoreański zespół Twice.

## Koreańskie

### Asia Artist Awards
| Rok  | Kategoria                  | Nominowany | Wynik     |
| ---- | -------------------------- | ---------- | --------- |
| 2016 | Popularity Award – Singer  | Twice      | Nominacja |
| 2016 | Best Artist Award – Singer | Twice      | Wygrana   |
| 2017 | Popularity Award – Singer  | Twice      | Nominacja |
| 2018 | Fabulous Award – Singer    | Twice      | Wygrana   |
| 2018 | Popularity Award – Singer  | Twice      | Nominacja |
| 2018 | Artist of the Year – Music | Twice      | Wygrana   |
| 2018 | Best Artist Award – Singer | Twice      | Wygrana   |

### Gaon Chart Music Awards
| Rok  | Kategoria                       | Nominowany             | Wynik     |
| ---- | ------------------------------- | ---------------------- | --------- |
| 2016 | New Artist of the Year          | Twice                  | Nominacja |
| 2017 | Album of the Year – 2nd Quarter | Page Two               | Nominacja |
| 2017 | Song of the Year – April        | „Cheer Up”             | Wygrana   |
| 2017 | Song of the Year – October      | „TT”                   | Wygrana   |
| 2018 | Album of the Year – 1st Quarter | Twicecoaster: Lane 2   | Nominacja |
| 2018 | Album of the Year – 2nd Quarter | Signal                 | Nominacja |
| 2018 | Album of the Year – 4th Quarter | Twicetagram            | Nominacja |
| 2018 | Song of the Year – February     | „Knock Knock”          | Wygrana   |
| 2018 | Song of the Year – May          | „Signal”               | Nominacja |
| 2018 | Song of the Year – October      | „Likey”                | Nominacja |
| 2018 | Song of the Year – December     | „Heart Shaker”         | Wygrana   |
| 2019 | Album of the Year – 2nd Quarter | What Is Love?          | Nominacja |
| 2019 | Album of the Year – 3rd Quarter | Summer Nights          | Nominacja |
| 2019 | Album of the Year – 4th Quarter | Yes or Yes             | Nominacja |
| 2019 | Song of the Year – April        | „What Is Love?”        | Wygrana   |
| 2019 | Song of the Year – July         | „Dance the Night Away” | Wygrana   |
| 2019 | Song of the Year – November     | „Yes or Yes”           | Nominacja |

### Genie Music Awards
| Rok  | Kategoria                       | Nominowany      | Wynik      |
| ---- | ------------------------------- | --------------- | ---------- |
| 2018 | The Top Artist                  | Twice           | Nominacja  |
| 2018 | Best Selling Artist of the Year | Twice           | Wygrana    |
| 2018 | The Female Group                | Twice           | Wygrana    |
| 2018 | Best Global Performance         | Twice           | Wygrana    |
| 2018 | Genie Music Popularity Award    | Twice           | Nominacja  |
| 2018 | The Top Music                   | „What Is Love?” | Nominacja  |
| 2018 | The Performing Artist – Female  | „What Is Love?” | Nominacja  |
| 2019 | The Top Artist                  | Twice           | Nominowany |
| 2019 | The Female Group                | Twice           | Nominowany |
| 2019 | The Performing Artist – Female  | Twice           | Nominowany |
| 2019 | Genie Music Popularity Award    | Twice           | Nominowany |
| 2019 | Global Popularity Award         | Twice           | Nominowany |

### Golden Disc Awards
| Rok  | Kategoria                       | Nominowany           | Wynik     |
| ---- | ------------------------------- | -------------------- | --------- |
| 2016 | Rookie of the Year Award        | Twice                | Wygrana   |
| 2016 | Popularity Award                | Twice                | Nominacja |
| 2016 | Global Popularity Award         | Twice                | Nominacja |
| 2017 | Digital Daesang                 | „Cheer Up”           | Wygrana   |
| 2017 | Digital Bonsang                 | „Cheer Up”           | Wygrana   |
| 2017 | Album Bonsang                   | Twicecoaster: Lane 1 | Nominacja |
| 2017 | Popularity Award                | Twice                | Nominacja |
| 2017 | Asian Choice Popularity Award   | Twice                | Nominacja |
| 2018 | Digital Daesang                 | „Knock Knock”        | Nominacja |
| 2018 | Digital Bonsang                 | „Knock Knock”        | Wygrana   |
| 2018 | Album Daesang                   | Twicetagram          | Nominacja |
| 2018 | Album Bonsang                   | Twicetagram          | Wygrana   |
| 2018 | CeCi Asia Icon Award            | Twice                | Wygrana   |
| 2018 | Genie Popularity Award          | Twice                | Nominacja |
| 2018 | Global Popularity Award         | Twice                | Nominacja |
| 2019 | Digital Daesang                 | „Heart Shaker”       | Nominacja |
| 2019 | Digital Bonsang                 | „Heart Shaker”       | Wygrana   |
| 2019 | Album Daesang                   | What Is Love?        | Nominacja |
| 2019 | Album Bonsang                   | What Is Love?        | Wygrana   |
| 2019 | Popularity Award                | Twice                | Nominacja |
| 2019 | NetEase Most Popular K-pop Star | Twice                | Nominacja |

### Korea Popular Music Awards
| Rok  | Kategoria         | Nominowany     | Wynik     |
| ---- | ----------------- | -------------- | --------- |
| 2018 | Best Album        | Merry & Happy  | Nominacja |
| 2018 | Best Artist       | Twice          | Nominacja |
| 2018 | Bonsang Award     | Twice          | Wygrana   |
| 2018 | Popularity Award  | Twice          | Nominacja |
| 2018 | Best Digital Song | „Heart Shaker” | Wygrana   |
| 2018 | Group Dance Award | „Heart Shaker” | Nominacja |

### Korean Music Awards
| Rok  | Kategoria          | Nominowany | Wynik     |
| ---- | ------------------ | ---------- | --------- |
| 2017 | Rookie of the Year | Twice      | Nominacja |
| 2017 | Song of the Year   | „Cheer Up” | Nominacja |
| 2017 | Best Pop Song      | „Cheer Up” | Nominacja |

### Melon Music Awards
| Rok  | Kategoria                | Nominowany     | Wynik     |
| ---- | ------------------------ | -------------- | --------- |
| 2016 | Best Artist of the Year  | Twice          | Nominacja |
| 2016 | Best Album of the Year   | Page Two       | Nominacja |
| 2016 | Best Song of the Year    | „Cheer Up”     | Wygrana   |
| 2016 | Best Dance – Female      | „Cheer Up”     | Nominacja |
| 2016 | Top 10 Artists           | Twice          | Wygrana   |
| 2016 | Netizen Popularity Award | Twice          | Nominacja |
| 2016 | Kakao Hot Star Award     | Twice          | Nominacja |
| 2017 | Best Artist of the Year  | Twice          | Nominacja |
| 2017 | Best Song of the Year    | „Knock Knock”  | Nominacja |
| 2017 | Best Dance – Female      | „Knock Knock”  | Wygrana   |
| 2017 | Top 10 Artists           | Twice          | Wygrana   |
| 2017 | Netizen Popularity Award | Twice          | Nominacja |
| 2017 | Kakao Hot Star Award     | Twice          | Nominacja |
| 2019 | Best Artist of the Year  | Twice          | Nominacja |
| 2019 | Best Song of the Year    | „Heart Shaker” | Nominacja |
| 2019 | Best Dance – Female      | „Heart Shaker” | Nominacja |
| 2019 | Top 10 Artists           | Twice          | Wygrana   |
| 2019 | Netizen Popularity Award | Twice          | Nominacja |
| 2019 | Kakao Hot Star Award     | Twice          | Nominacja |

### Mnet Asian Music Awards
| Rok  | Kategoria                             | Nominowany      | Wynik     |
| ---- | ------------------------------------- | --------------- | --------- |
| 2015 | Best New Female Artist                | Twice           | Wygrana   |
| 2015 | Artist of the Year                    | Twice           | Nominacja |
| 2016 | Album of the Year                     | Page Two        | Nominacja |
| 2016 | Artist of the Year                    | Twice           | Nominacja |
| 2016 | Best Female Group                     | Twice           | Wygrana   |
| 2016 | Worldwide Favorite Artist             | Twice           | Nominacja |
| 2016 | Song of the Year                      | „Cheer Up”      | Wygrana   |
| 2016 | Best Dance Performance – Female Group | „Cheer Up”      | Nominacja |
| 2017 | Album of the Year                     | Signal          | Nominacja |
| 2017 | Artist of the Year                    | Twice           | Nominacja |
| 2017 | Best Female Group                     | Twice           | Nominacja |
| 2017 | 2017 Favorite KPOP Star               | Twice           | Nominacja |
| 2017 | Song of the Year                      | „Signal”        | Wygrana   |
| 2017 | Best Music Video                      | „Signal”        | Nominacja |
| 2017 | Best Dance Performance – Female Group | „Signal”        | Wygrana   |
| 2018 | Album of the Year                     | What Is Love?   | Nominacja |
| 2018 | Artist of the Year                    | Twice           | Nominacja |
| 2018 | Worldwide Icon of the Year            | Twice           | Nominacja |
| 2018 | Best Female Group                     | Twice           | Wygrana   |
| 2018 | Worldwide Fans' Choice Top 10         | Twice           | Wygrana   |
| 2018 | Favorite Dance Artist – Female        | Twice           | Wygrana   |
| 2018 | Song of the Year                      | „What Is Love?” | Wygrana   |
| 2018 | Best Music Video                      | „What Is Love?” | Nominacja |
| 2018 | Best Dance Performance – Female Group | „What Is Love?” | Wygrana   |
| 2018 | Favorite Music Video                  | „What Is Love?” | Nominacja |

### Seoul Music Awards
| Rok  | Kategoria                             | Nominowany | Wynik     |
| ---- | ------------------------------------- | ---------- | --------- |
| 2016 | Bonsang Award                         | Twice      | Nominacja |
| 2016 | New Artist Award                      | Twice      | Nominacja |
| 2016 | Popularity Award                      | Twice      | Nominacja |
| 2016 | Hallyu Special Award                  | Twice      | Nominacja |
| 2017 | Record of the Year in Digital Release | „Cheer Up” | Wygrana   |
| 2017 | Daesang Award                         | Twice      | Nominacja |
| 2017 | Bonsang Award                         | Twice      | Wygrana   |
| 2017 | Female Dance Performance Award        | Twice      | Wygrana   |
| 2017 | Popularity Award                      | Twice      | Nominacja |
| 2017 | Hallyu Special Award                  | Twice      | Nominacja |
| 2018 | Daesang Award                         | Twice      | Nominacja |
| 2018 | Bonsang Award                         | Twice      | Wygrana   |
| 2018 | Popularity Award                      | Twice      | Nominacja |
| 2018 | Hallyu Special Award                  | Twice      | Nominacja |
| 2019 | Daesang Award                         | Twice      | Nominacja |
| 2019 | Bonsang Award                         | Twice      | Wygrana   |
| 2019 | Popularity Award                      | Twice      | Nominacja |
| 2019 | Hallyu Special Award                  | Twice      | Nominacja |

### Soribada Best K-Music Awards
| Rok  | Kategoria               | Nominowany | Wynik      |
| ---- | ----------------------- | ---------- | ---------- |
| 2017 | Digital Daesang Award   | Twice      | Wygrana    |
| 2017 | Bonsang Award           | Twice      | Wygrana    |
| 2017 | Popularity Award        | Twice      | Nominacja  |
| 2018 | Digital Daesang Award   | Twice      | Wygrana    |
| 2018 | Bonsang Award           | Twice      | Wygrana    |
| 2018 | Female Popularity Award | Twice      | Nominacja  |
| 2018 | Global Fandom Award     | Twice      | Nominacja  |
| 2019 | Bonsang Award           | Twice      | Nominowany |
| 2019 | Female Popularity Award | Twice      | Nominowany |

### The Fact Music Awards
| Rok  | Kategoria          | Nominowany | Wynik   |
| ---- | ------------------ | ---------- | ------- |
| 2019 | Worldwide Icon     | Twice      | Wygrana |
| 2019 | Artist of the Year | Twice      | Wygrana |

## Międzynarodowe

### BreakTudo Awards
| Rok  | Kategoria          | Nominowany | Wynik     |
| ---- | ------------------ | ---------- | --------- |
| 2018 | K-pop Female Group | Twice      | Nominacja |

### Japan Record Awards
| Rok  | Kategoria       | Nominowany   | Wynik     |
| ---- | --------------- | ------------ | --------- |
| 2018 | Grand Prix      | „Wake Me Up” | Nominacja |
| 2018 | Best Song Award | „Wake Me Up” | Wygrana   |

### Japan Gold Disc Award
| Rok  | Kategoria                           | Nominowany           | Wynik   |
| ---- | ----------------------------------- | -------------------- | ------- |
| 2018 | New Artist of the Year (Asia)       | Twice                | Wygrana |
| 2018 | Best 3 New Artist (Asia)            | Twice                | Wygrana |
| 2018 | Album of the Year (Asia)            | #TWICE               | Wygrana |
| 2018 | Best 3 Albums (Asia)                | #TWICE               | Wygrana |
| 2018 | Song of the Year by Download (Asia) | „TT (Japanese ver.)” | Wygrana |
| 2019 | Best 3 Albums (Asia)                | BDZ                  | Wygrana |
| 2019 | Song of the Year by Download (Asia) | „Candy Pop”          | Wygrana |

### MTV Europe Music Awards
| Rok  | Kategoria       | Nominowany | Wynik     |
| ---- | --------------- | ---------- | --------- |
| 2016 | Best Korean Act | Twice      | Nominacja |

## Programy muzyczne

### Music Bank
| Rok  | Data         | Piosenka               |
| ---- | ------------ | ---------------------- |
| 2016 | 6 maja       | „Cheer Up”             |
| 2016 | 20 maja      | „Cheer Up”             |
| 2016 | 27 maja      | „Cheer Up”             |
| 2016 | 3 czerwca    | „Cheer Up”             |
| 2016 | 10 czerwca   | „Cheer Up”             |
| 2016 | 4 listopada  | „TT”                   |
| 2016 | 11 listopada | „TT”                   |
| 2016 | 18 listopada | „TT”                   |
| 2016 | 25 listopada | „TT”                   |
| 2016 | 2 grudnia    | „TT”                   |
| 2017 | 6 stycznia   | „TT”                   |
| 2017 | 3 marca      | „Knock Knock”          |
| 2017 | 17 marca     | „Knock Knock”          |
| 2017 | 26 maja      | „Signal”               |
| 2017 | 9 czerwca    | „Signal”               |
| 2017 | 16 czerwca   | „Signal”               |
| 2017 | 10 listopada | „Likey”                |
| 2017 | 22 grudnia   | „Heart Shaker”         |
| 2017 | 29 grudnia   | „Heart Shaker”         |
| 2018 | 20 kwietnia  | „What Is Love?”        |
| 2018 | 27 kwietnia  | „What Is Love?”        |
| 2018 | 20 lipca     | „Dance The Night Away” |
| 2018 | 3 sierpnia   | „Dance The Night Away” |

### Inkigayo
| Rok  | Data         | Piosenka               |
| ---- | ------------ | ---------------------- |
| 2016 | 8 maja       | „Cheer Up”             |
| 2016 | 22 maja      | „Cheer Up”             |
| 2016 | 29 maja      | „Cheer Up”             |
| 2016 | 6 listopada  | „TT”                   |
| 2016 | 13 listopada | „TT”                   |
| 2016 | 20 listopada | „TT”                   |
| 2017 | 5 marca      | „Knock Knock”          |
| 2017 | 12 marca     | „Knock Knock”          |
| 2017 | 19 marca     | „Knock Knock”          |
| 2017 | 28 maja      | „Signal”               |
| 2017 | 4 czerwca    | „Signal”               |
| 2017 | 11 czerwca   | „Signal”               |
| 2017 | 12 listopada | „Likey”                |
| 2017 | 19 listopada | „Likey”                |
| 2017 | 26 listopada | „Likey”                |
| 2017 | 24 grudnia   | „Heart Shaker”         |
| 2017 | 31 grudnia   | „Heart Shaker”         |
| 2018 | 7 stycznia   | „Heart Shaker”         |
| 2018 | 22 kwietnia  | „What Is Love?”        |
| 2018 | 29 kwietnia  | „What Is Love?”        |
| 2018 | 6 maja       | „What Is Love?”        |
| 2018 | 22 lipca     | „Dance the Night Away” |
| 2018 | 29 lipca     | „Dance the Night Away” |
| 2018 | 5 sierpnia   | „Dance the Night Away” |
| 2018 | 18 listopada | „Yes or Yes”           |
| 2019 | 5 maja       | „Fancy”                |

### The Show
| Rok  | Data        | Piosenka      |
| ---- | ----------- | ------------- |
| 2016 | 1 listopada | „TT”          |
| 2017 | 7 marca     | „Knock Knock” |

### Show Champion
| Rok  | Data         | Piosenka        |
| ---- | ------------ | --------------- |
| 2016 | 2 listopada  | „TT”            |
| 2017 | 8 marca      | „Knock Knock”   |
| 2017 | 24 maja      | „Signal”        |
| 2017 | 31 maja      | „Signal”        |
| 2017 | 8 listopada  | „Likey”         |
| 2018 | 18 kwietnia  | „What Is Love?” |
| 2018 | 25 kwietnia  | „What Is Love?” |
| 2018 | 2 maja       | „What Is Love?” |
| 2018 | 14 listopada | „Yes or Yes”    |
| 2018 | 21 listopada | „Yes or Yes”    |
| 2019 | 1 maja       | „Fancy”         |

### M Countdown
| Rok  | Data         | Piosenka               |
| ---- | ------------ | ---------------------- |
| 2016 | 5 maja       | „Cheer Up”             |
| 2016 | 19 maja      | „Cheer Up”             |
| 2016 | 26 maja      | „Cheer Up”             |
| 2016 | 3 listopada  | „TT”                   |
| 2016 | 10 listopada | „TT”                   |
| 2017 | 2 marca      | „Knock Knock”          |
| 2017 | 16 marca     | „Knock Knock”          |
| 2017 | 25 maja      | „Signal”               |
| 2017 | 1 czerwca    | „Signal”               |
| 2017 | 9 listopada  | „Likey”                |
| 2017 | 16 listopada | „Likey”                |
| 2017 | 21 grudnia   | „Heart Shaker”         |
| 2017 | 28 grudnia   | „Heart Shaker”         |
| 2018 | 19 kwietnia  | „What Is Love?”        |
| 2018 | 26 kwietnia  | „What Is Love?”        |
| 2018 | 19 lipca     | „Dance the Night Away” |
| 2018 | 15 listopada | „Yes or Yes”           |
| 2019 | 2 maja       | „Fancy”                |

### Show! Music Core
| Rok  | Data        | Piosenka               |
| ---- | ----------- | ---------------------- |
| 2017 | 27 maja     | „Signal”               |
| 2017 | 3 czerwca   | „Signal”               |
| 2017 | 23 grudnia  | „Heart Shaker”         |
| 2018 | 21 kwietnia | „What Is Love?”        |
| 2018 | 28 kwietnia | „What Is Love?”        |
| 2018 | 21 lipca    | „Dance the Night Away” |
| 2018 | 4 sierpnia  | „Dance the Night Away” |
| 2018 | 11 sierpnia | „Dance the Night Away” |

#### Show! Music Core HOT 3
| Rok  | Data            | Piosenka              |
| ---- | --------------- | --------------------- |
| 2015 | 21 listopada    | „Like OOH-AHH”        |
| 2016 | 7 maja          | „Cheer Up”            |
| 2016 | 14 maja         | „Cheer Up”            |
| 2016 | 21 maja         | „Cheer Up”            |
| 2016 | 4 czerwca       | „Cheer Up”            |
| 2016 | 11 czerwca      | „I'm gonna be a star” |
| 2016 | 29 października | „TT”                  |
| 2016 | 5 listopada     | „TT”                  |
| 2016 | 12 listopada    | „TT”                  |
| 2016 | 19 listopada    | „TT”                  |
| 2016 | 26 listopada    | „TT”                  |
| 2017 | 25 lutego       | „Knock Knock”         |
| 2017 | 4 marca         | „Knock Knock”         |
| 2017 | 18 marca        | „Knock Knock”         |

## Inne nagrody
| Rok                                                    | Kategoria                                            | Nominowany           | Rezultat  |
| ------------------------------------------------------ | ---------------------------------------------------- | -------------------- | --------- |
| Simply K-Pop Awards                                    |                                                      |                      |           |
| 2015                                                   | Best Rising Star Girl Group                          | Twice                | Wygrana   |
| 2016                                                   | Best Performance Girl Group                          | „Cheer Up”           | Wygrana   |
| Philippine K-pop Awards                                |                                                      |                      |           |
| 2015                                                   | Rookie of the Year – Female                          | Twice                | Wygrana   |
| 2016                                                   | Best Female Group                                    | Twice                | Wygrana   |
| 2016                                                   | Song of the Year                                     | „Cheer Up”           | Wygrana   |
| 2017                                                   | Song of the Year                                     | „Likey”              | Wygrana   |
| 2019                                                   | Best Female Group                                    | Twice                | Wygrana   |
| InStyle Star Icon                                      |                                                      |                      |           |
| 2016                                                   | Next Generation Girl Group                           | Twice                | Nominacja |
| Korean Consumer Forum Award                            |                                                      |                      |           |
| 2016                                                   | Korea's Brand of the Year                            | Twice                | Wygrana   |
| Korea Cable TV Association Awards                      |                                                      |                      |           |
| 2016                                                   | Best Singer Selected by Cable TV Music Producers     | Twice                | Wygrana   |
| 2017                                                   | Artist of the Year                                   | Twice                | Wygrana   |
| V Live Awards                                          |                                                      |                      |           |
| 2016                                                   | V Refreshing Youngster Award                         | Twice                | Wygrana   |
| 2017                                                   | Global Artist Top 10                                 | Twice                | Wygrana   |
| 2018                                                   | Global Artist Top 10                                 | Twice                | Wygrana   |
| 2019                                                   | Artist Top 10                                        | Twice                | Wygrana   |
| 2019                                                   | Best Channel – 3 million followers                   | Twice                | Wygrana   |
| Yahoo! Asia Buzz Awards                                |                                                      |                      |           |
| 2016                                                   | Asia Popular Artist Award                            | Twice                | Nominacja |
| Korean Producers & Directors Association (KPDA) Awards |                                                      |                      |           |
| 2017                                                   | Artist of the Year                                   | Twice                | Wygrana   |
| Korean Popular Culture and Arts Awards                 |                                                      |                      |           |
| 2017                                                   | Minister of Culture, Sports and Tourism Commendation | Twice                | Wygrana   |
| Soompi Awards                                          |                                                      |                      |           |
| 2017                                                   | Best Female Group                                    | Twice                | Wygrana   |
| 2017                                                   | Artist of the Year                                   | Twice                | Nominacja |
| 2017                                                   | Breakout Artist                                      | Twice                | Nominacja |
| 2017                                                   | Best Choreography                                    | „Cheer Up”           | Nominacja |
| 2017                                                   | Song of the Year                                     | „Cheer Up”           | Nominacja |
| 2017                                                   | Fuse Music Video of the Year                         | „Cheer Up”           | Nominacja |
| 2017                                                   | Best Stage Outfit                                    | „Cheer Up”           | Nominacja |
| 2017                                                   | Album of the Year                                    | Page Two             | Nominacja |
| 2018                                                   | Artist of the Year                                   | Twice                | Nominacja |
| 2018                                                   | Album of the Year                                    | Twicecoaster: Lane 2 | Nominacja |
| 2018                                                   | Song of the Year                                     | „Signal”             | Nominacja |
| 2018                                                   | Best Stage Outfit                                    | „Signal”             | Nominacja |
| 2018                                                   | Best Female Group                                    | Twice                | Nominacja |
| 2018                                                   | Best Choreography                                    | „Knock Knock”        | Nominacja |
| Shibuya Note Awards                                    |                                                      |                      |           |
| 2018                                                   | Buzz of the Year                                     | Twice                | Nominacja |